# 普里戈罗德诺耶村委员会
普里戈罗德诺耶村委员会（俄语：Пригородный сельсовет）是俄罗斯联邦阿穆尔州别洛戈尔斯克区所属的一个村委员会。其下辖有2个居民点，行政中心为普里戈罗德诺耶。据2016年统计，该村委员会的人口为689人。